# Pterocles personatus
La ganga malgache (Pterocles personatus) es una especie de ave pteroclidiforme de la familia Pteroclididae endémica de Madagascar.

## Descripción
La ganga malgache es un ave rechoncha y de patas cortas que mide alrededor de 35 cm de longitud. Presenta dimorfismo sexual. El plumaje de las partes superiores del macho es principalmente de tonos ocres amarillentos uniformes y ocre rosado en el pecho, mientras que sus partes inferiores, flancos, obispillo y parte superior de su cola están densamente listados en blanco y negro. Presenta una gran mancha negra alrededor del pico y un amplio anillo periocular amarillo. En cambio las hembras presentan el plumaje más críptico con las partes superiores de color ocre con listas negras, aunque su partes inferiores y flancos también están listados en blanco y negro, pero carecen de la mancha negra alrededor del pico y del llamativo anillo periocular amarillo. Las plumas de vuelo y parte inferior de las alas de ambos sexos son negruzcas.

## Distribución y hábitat
La ganga malgache se encuentra únicamente en el oeste y sur de Madagascar. Su hábitat natural son las sabanas secas de zonas bajas.